# Paccia Marciana
Paccia Marciana (Leptis Magna, ? - 186) fue una mujer romana. Primera esposa del futuro emperador Septimio Severo, originaria de la ciudad de Leptis Magna. Se casaron alrededor del año 175 y murió por causas naturales alrededor de 186.

## Nombre y matrimonio
Su nombre muestra el parentesco con dos gens romanas, la gens Paccia y la gens Marcia. Esta última también incluía Ulpia Marciana, hermana mayor del emperador Trajano. Era de origen púnico o libio pero muy poco se sabe de ella. Lo más posible es que Severo la conociera mientras ocupaba el cargo de legado bajo el mando de su tío. Aunque no hace ninguna referencia a ella en sus memorias, la conmemoró tiempo después cuando se convirtió en emperador.

## Asunto de polémica
La Historia Augusta afirma que Severo y su mujer tuvieron dos hijas en común, pero dicha información jamás ha podido ser corroborada con otra fuente. No parece que hubiesen hijos supervivientes de dicha relación a pesar de llevar más de diez años casados. Aurelio Víctor, Eutropio y el autor desconocido del Epitome de Caesaribus declaran que fue ella y no la segunda esposa de Severo, Julia Domna, quien fue madre de Caracalla. Sin embargo, esto ha sido recientemente rechazado y está unido a la creencia de que Julia se casó con Caracalla. Actualmente, está ampliamente aceptado el hecho de que Julia Domna fue la madre tanto de Caracalla como su hermano menor Geta.